# Kasr Amra
Kasr Amra (arab. قصر عمرة) – jeden z pustynnych zamków we wschodniej Jordanii. Zamek został wybudowany w pierwszej połowie VIII wieku (prawdopodobnie pomiędzy rokiem 711 a 715) przez kalifa Al-Walida I z dynastii Umajjadów. W czasach tych rosła dominacja tej dynastii na terenie dzisiejszej Jordanii. Zamek jest jednym z najważniejszych przykładów wczesnej architektury islamu.

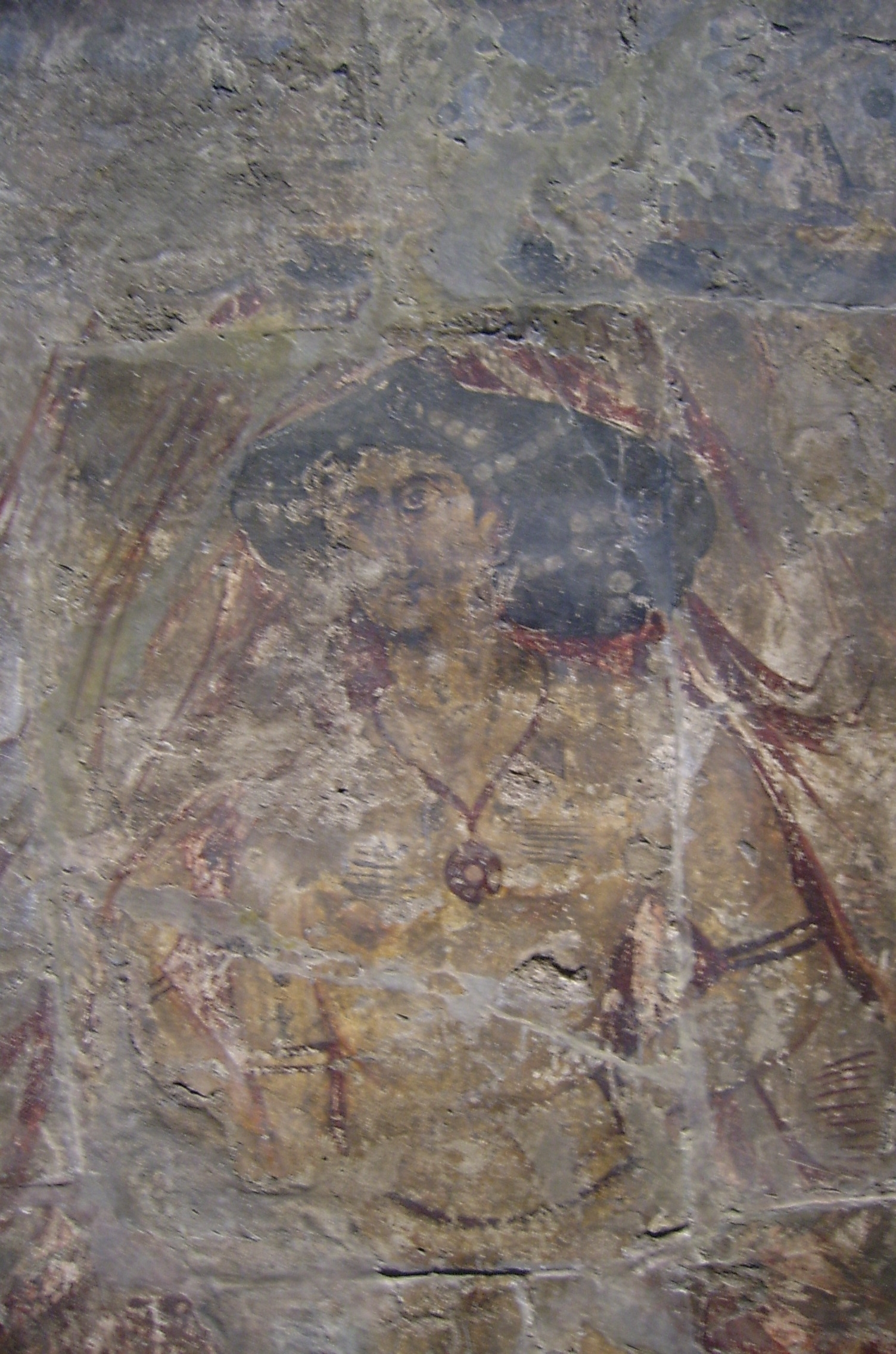
Fresk z Kasr Amra, Muzeum Pergamońskie, Berlin

Choć z wyglądu Kasr Amra przypomina budowlę obronną, podobnie jak pozostałe „zamki pustynne”, Amra był miejscem wypoczynku. Zamki budowane w oazach lub ich najbliższym otoczeniu służyły jako miejsca wypadowe dla uczestników polowań. Mogły być także ośrodkami gospodarstw rolnych.
Kasr Amra jest budowlą o skromnych rozmiarach w porównaniu z innymi „zamkami pustynnymi”. Jednak w 1985 roku został wpisany na listę światowego dziedzictwa UNESCO ze względu na niezwykłe freski zdobiące jego wnętrze.
Pierwotnie zamek był większy niż obecnie, miał twierdzę z wewnętrznym dziedzińcem, po którym zachowały się jedynie fundamenty oraz ogrody z fontanną, do której doprowadzano wodę za pomocą koła wodnego. Do dzisiaj zachowały się w dobrym stanie dwa budynki z piaskowca mieszczące niegdyś salę audiencyjną oraz łaźnie. Sala audiencyjna pokryta jest sklepieniem beczkowym i podzielona na trzy nawy. Dwie z nich kończyły się alkowami, zaś w nawie środkowej stał tron.
Dziś Kasr Amra jest w gorszym stanie niż pozostałe „zamki pustynne”. Podjęte zostały jednak prace restauracyjne mające na celu usunięcie graffiti pokrywających część bezcennych fresków.

## Freski
Sklepienie i ściany były ozdobione malowidłami. Jedno z nich, zwane „freskiem sześciu królów”, przedstawia Roderyka – króla Wizygotów, Chosroesa – władcę sasanidzkiego, cesarza bizantyjskiego, abisyńskiego negusa, cesarza Chin i wodza Turkmenów. Styl i tematyka innych malowideł zdradzają wpływy hellenistyczne, bizantyjskie i perskie. We wnętrzu znajdują się też freski przedstawiające sceny polowania na ssaki, które w wyniku działań człowieka dawno już wyginęły na Bliskim Wschodzie. Malowidła naścienne przedstawiają również tancerzy, muzykantów w otoczeniu egzotycznych roślin i zwierząt, a także zapaśników walczących w wiejskim krajobrazie. Ściany trzech pomieszczeń mieszczących niegdyś łaźnie pokrywają freski przedstawiające sceny polowań, w których uczestniczył kalif, nocne niebo półkuli północnej otoczone znakami zodiaku, sceny z mitologii klasycznej oraz nagie postaci kobiece.

## Pisownia
Transkrypcja z języka arabskiego powoduje, iż nazwa zamku zapisywana jest na wiele różnych sposobów m.in. Quseir Amra, Qasr Amrah, Qasayr Amra, Qusair Amra, Kasr Amra, Kusajr Amra. Właściwa transliteracja w alfabecie łacińskim to Quṣayr ʿAmra. Nazwa zamku oznacza „Mały pałac Amra”.

Kasr Amra
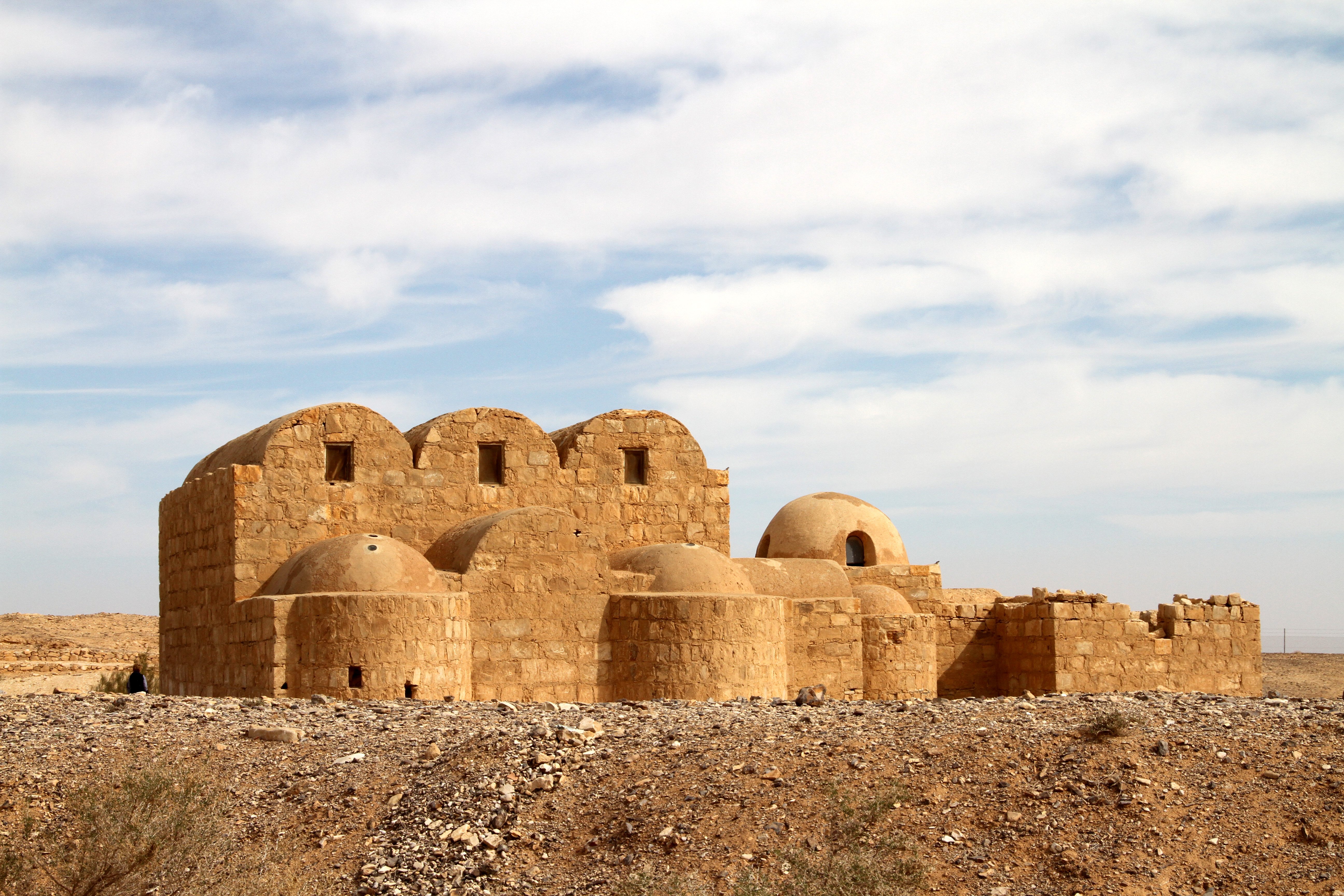
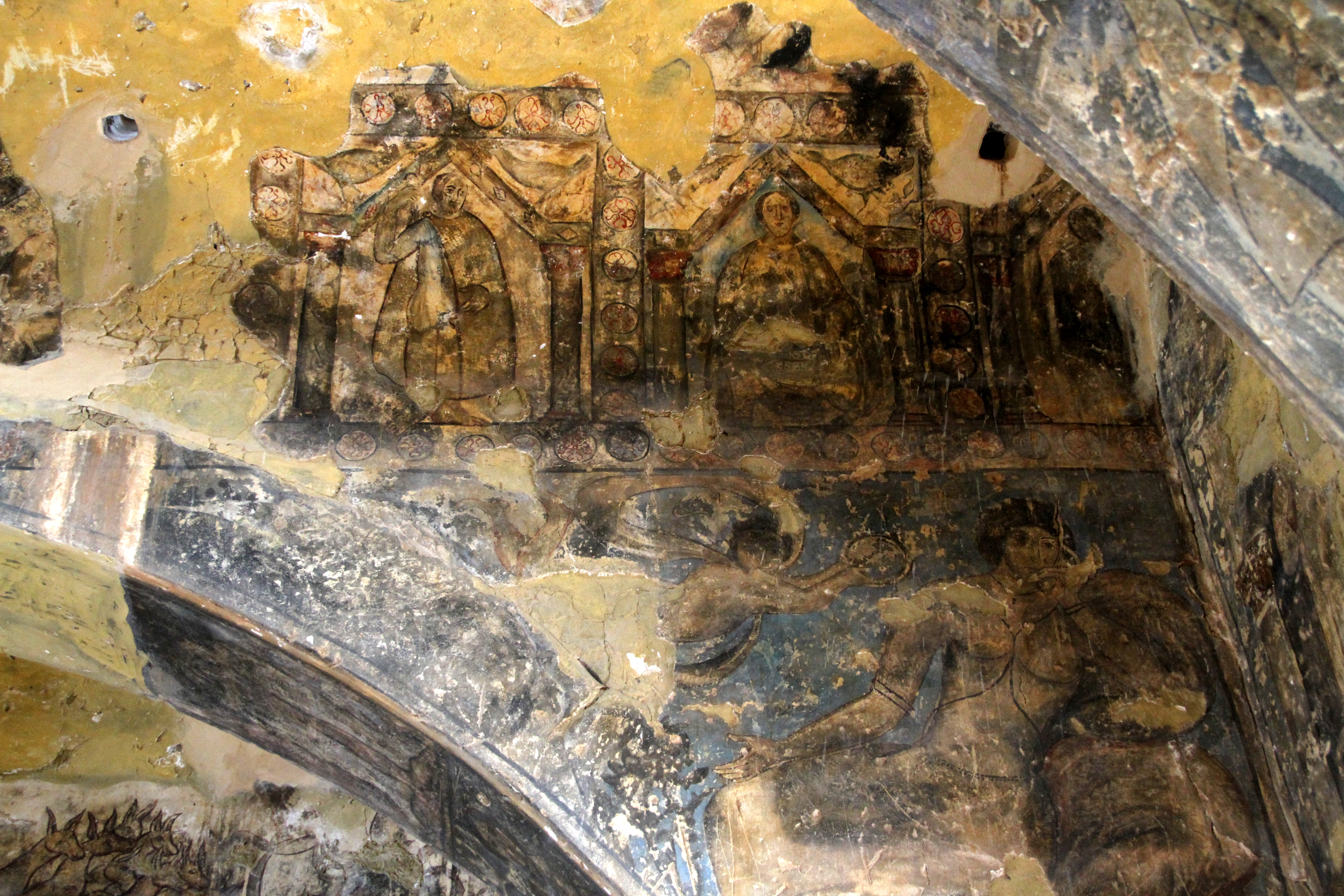
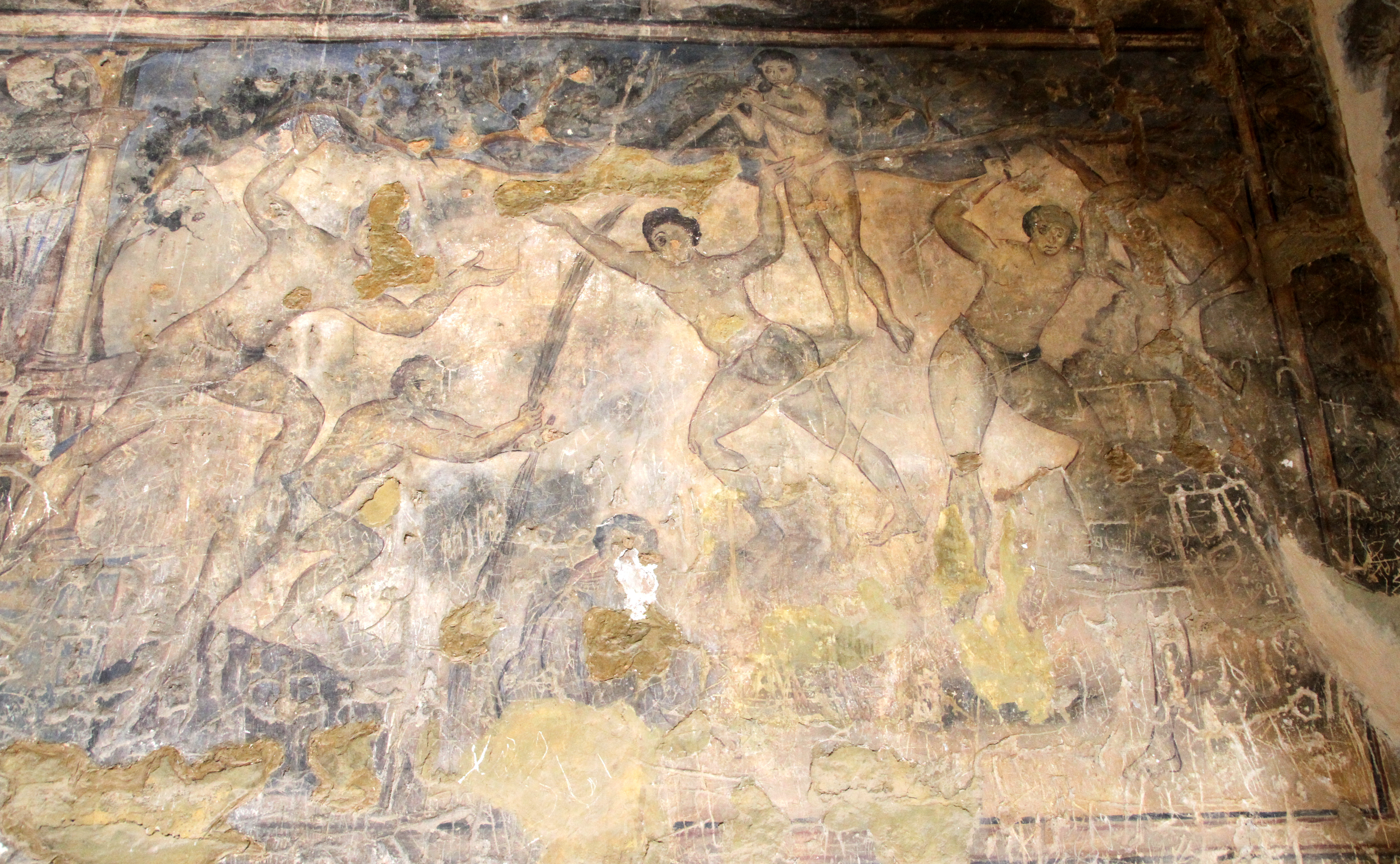
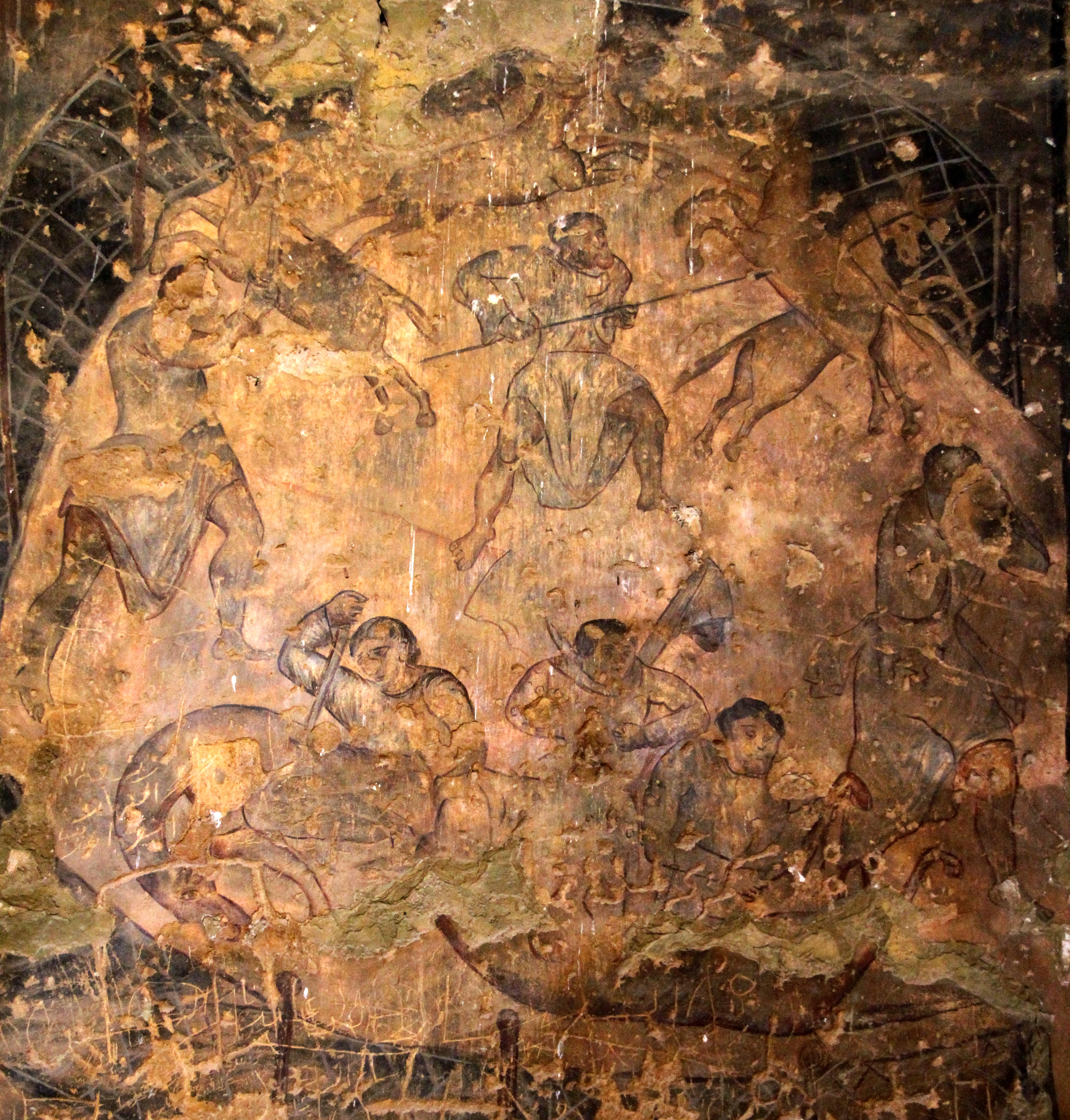
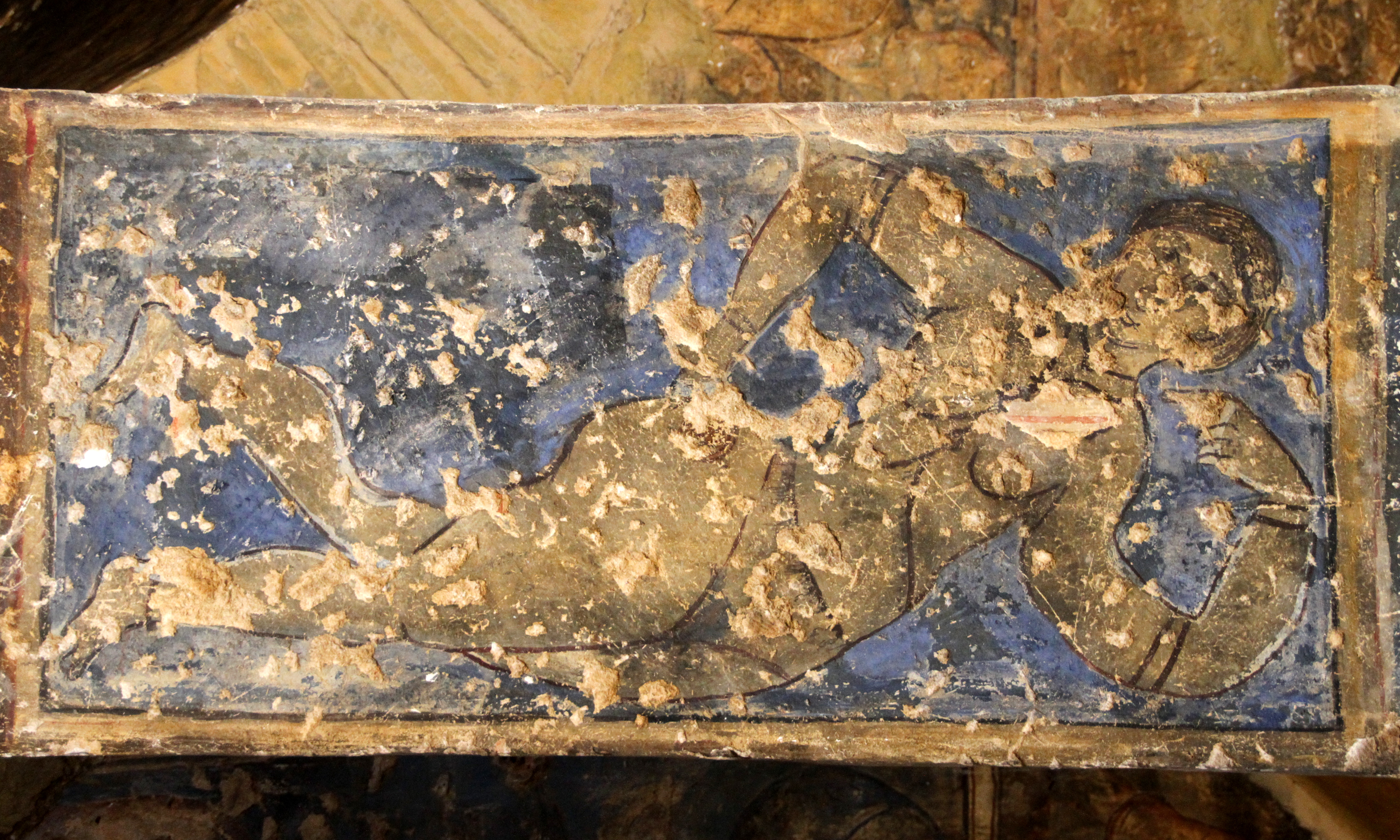
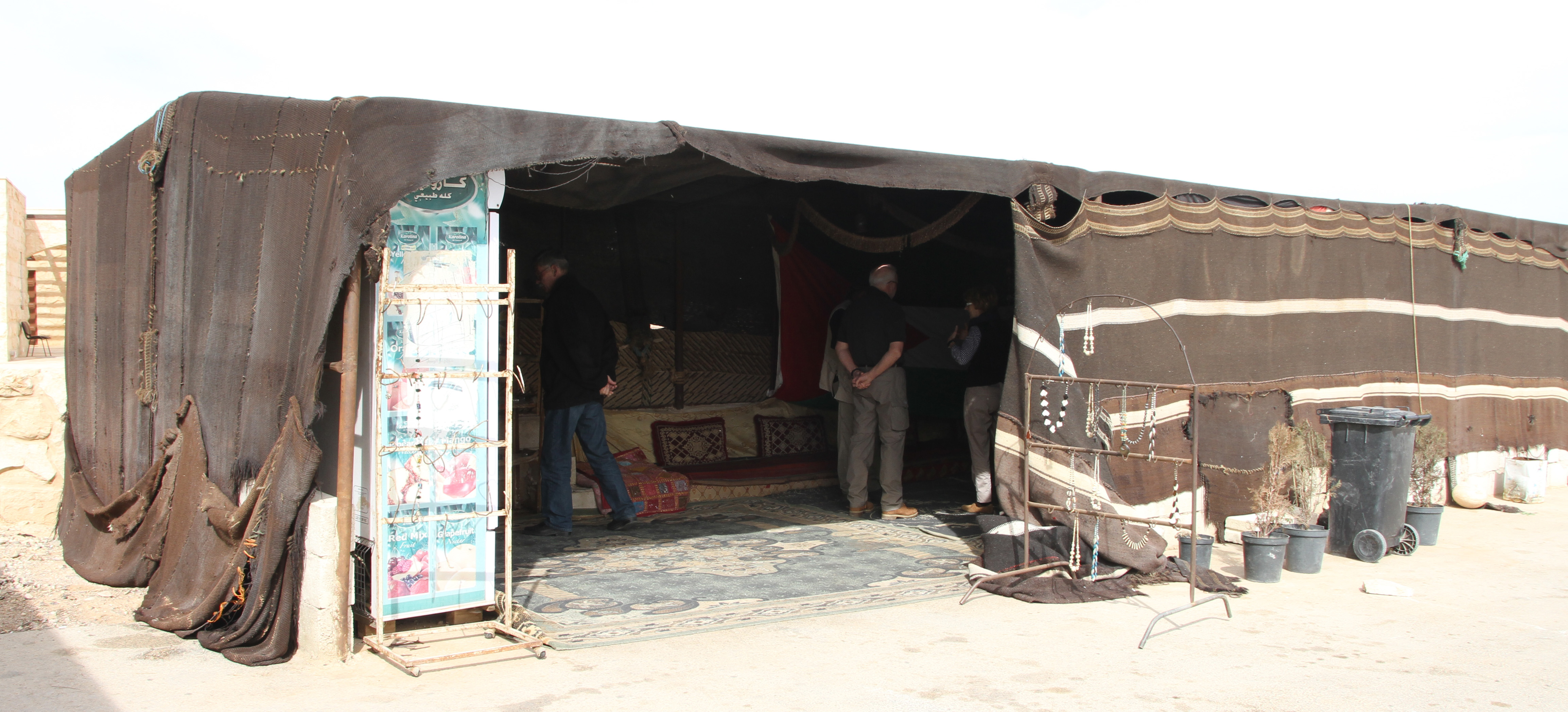